# De kampioenen maken een film
De kampioenen maken een film is het 13de album in de stripreeks van F.C. De Kampioenen, getekend door Hec Leemans met medewerking van Tom Bouden. De strip werd uitgegeven door Standaard Uitgeverij in 2000.

## Het verhaal
Bij de krantenwinkel van Carmen en Xavier Waterslaeghers duikt Kenny Cakken, de regisseur van een filmploeg op. De man is op zoek naar Boma, die Carmen prompt als een van haar beste kameraden benoemt. Ze neemt hem mee naar het huis van Balthasar Boma en introduceert hem aan Boma.
Daar legt de regisseur uit dat hij een uitvalsbasis voor zijn filmploeg zoekt voor zijn film over een worstenfabrikant die gegijzeld wordt door twee bankovervallers. Carmen ziet zichzelf al als een van de acteurs in die film, en ook Boma ziet opportuniteiten voor reclame te maken voor zijn Boma worst. Boma zegt toe dat het café van Pascale en het voetbalveld van De Kampioenen voor de ploeg kunnen dienen.
Bernard Theofiel Waterslaeghers ziet de filmploeg ook direct graag komen. En Pascale is ook enthousiast met haar rol. Alleen Doortje, Pol, Bieke en Xavier zijn heel sceptisch. De opnames beginnen. Carmen wordt de vrouw van de worstenfabrikant, een rol die Boma op zich neemt. Joy Rider, een meegekomen actrice, is zijn minnares. Enthousiast toont Boma de filmploeg hoe hij zijn kluis met zwart geld openmaakt en waar hij zijn kasbons bewaart. Bij de scène in het café toont Pascale trots dat ze de clubkas altijd verstopt in het diepvriesvak van de koelkast. Burgemeester Karel Kumul, tevens de bankdirecteur wil ook meespelen en regelt een geldtransportwagen vol geld.
Bij de filmopnames gaat de filmploeg er met al het geld vandoor, van de bank, van de clubkas, van BTW's restaurant en van Boma. Het is door het opzoekwerk van Bieke die ontdekt dat Kenny Cakken geen echte regisseur is, doordat Xavier zich plots herinnert dat zijn foto als de gezochte misdadiger Louis Kators in de krant stond en door Doortje die uiteindelijk door heeft waar ze Joy Rider van kende, als haar vroegere klasgenote Truus Huylebalk, dat de bende opgerold kan worden en het geld gerecupereerd wordt. Wanneer op het eind van het verhaal er terug een Amerikaanse filmregisseur het café binnenvalt met een voorstel voor een film wordt hij hardhandig buitengewerkt. Die regisseur was Steven Spielberg.

## Hoofdpersonages
- Bieke Crucke
- Pascale De Backer
- Carmen Waterslaeghers
- Marc Vertongen
- Balthasar Boma
- Pol De Tremmerie
- Bernard Theofiel Waterslaeghers
- Doortje Van Hoeck
- Xavier Waterslaeghers

## Gastrollen
- Kenny Cakken, schuilnaam voor Louis Kators
- Joy Rider, schuilnaam voor Truus Huylebalk
- Brad Putt
- Kolonel Vandesijpe
- Karel Kumul
- Steven Spielberg

Zal 't gaan, ja? · Mijn gedacht! · Buziness is buziness · Vliegende dagschotels · 't Is niet waar, hé? · De dubbele dino's · Kampioen zijn is plezant! · Kampioenen op verplaatsing · Tournee Zénérale · De ontsnapping van Sinterklaas · Xavier in de puree · Het sehks-schandaal · De kampioenen maken een film · Oma Boma · De huilende hooligan · Bij Sjoeke en Sjoeke · Het geval Pascale · De simpele duif · Supermarkske · Supermarkske slaat terug · Kampioenen aan zee · Boma in de coma · De dader heeft het gedaan · De wereldkampioenen · Sergeant Carmen · Het spiedende oog · Vertongen en zoon · Man, man, man! · Stem voor mij! · Gebakken lucht · Kampioenen op wielen · De zeep-serie · Kampioenen in Afrika · Supermarkske op de bres · Agent Vertongen · De trouwpartij · Kampioenen op latten · Buffalo Boma · De vliegende reporter · De groene zwaan · Xavier gaat vreemd · De lastige kampioentjes · Boma in de wellness · De antieke antiquair · Alle hens aan dek  · Supermarkske op het slechte pad  · De schat van de Macboma's · De Jobhopper · De Kampioenen in het circus · 50 Kaarsjes... · Baby Vertongen · De nies van de neus · Don Padre Padrone · De rally van tante Eulalie · Paulientje op de dool · Miss Moeial · Carmen in het nieuw · Het geheim van de kampioentjes · De Afronaut · De erfenis van Maurice · De Kampioenen maken ambras · Oma Boma trainer · DDT doet weer mee · 20 jaar later · De Kampioenen in Pampanero · Kampioentjes verliefd · Supermarkske is weer fit · De pil van Pol · Vertongen Vampier · Fernand gaat trouwen · De verdwenen kampioenen · Xaverius De Grote · Komen vreten · Dolle Door · Hello poepa · De vinnige voetballer · Vijftig tinten paarsblauw · Dokter Jekyll en mister Vertongen · De kampioenen van de filmset · De Kampioentjes en het spookkasteel · De Kampioenen in Rio · Boma op de klippen · Op zoek naar Neroke · Supermarkske bakt ze bruin · De Corsicaanse connectie · De lotto-kampioen · DDT op het witte doek · De geniale djinn · Paniek in de Pussycat · De kampioentjes maken het bont · De malle mascotte · De pakjesoorlog · Supermarkske is weer proper · De tandartsassistente · Maurice de zwijger · Pol en Doortje gaan scheiden · Allemaal cinema! · Boma burgemeester · De nieuwe kolonel · Alles loopt in het honderd · De bucketlist van Xavier · Bibi Carmen · De kampioentjes en de kroonprins · Vrouwen aan de macht · Patatten en saucissen · De bronzen beker · Supermarkske en de 7 dwergen · De Kampioenen trappen door · De grimas van een paljas · De verjaardagstaart · Kampioenen aan het front · Boma in de val · Terug naar Splotsj · Ginette · Gespuis in huis · De knecht van tante Eulalie · De bal is rond · De strijd der titanen